# 诺塞达
诺塞达，是西班牙卡斯蒂利亚-莱昂莱昂省的一个市镇。 总面积72平方公里，总人口853人（001年），人口密度12人/平方公里。